# Rezerwat przyrody Podwale
Rezerwat przyrody Podwale – rezerwat leśny położony w obrębie ewidencyjnym Wiązownica-Kolonia na terenie gminy Staszów oraz w obrębie ewidencyjnym Budy na terenie gminy Bogoria, w powiecie staszowskim, w województwie świętokrzyskim. Celem ochrony w rezerwacie jest zachowanie ekosystemów leśnych o charakterze naturalnym, a także grupy skałek zbudowanych z neogeńskich piaskowców wapienno-kwarcowych. Rezerwat powstał w ramach ogólnopolskiej inicjatywy „100 rezerwatów na 100-lecie Lasów Państwowych” na obszarze leśnictwa Smerdyna, w Nadleśnictwie Staszów.

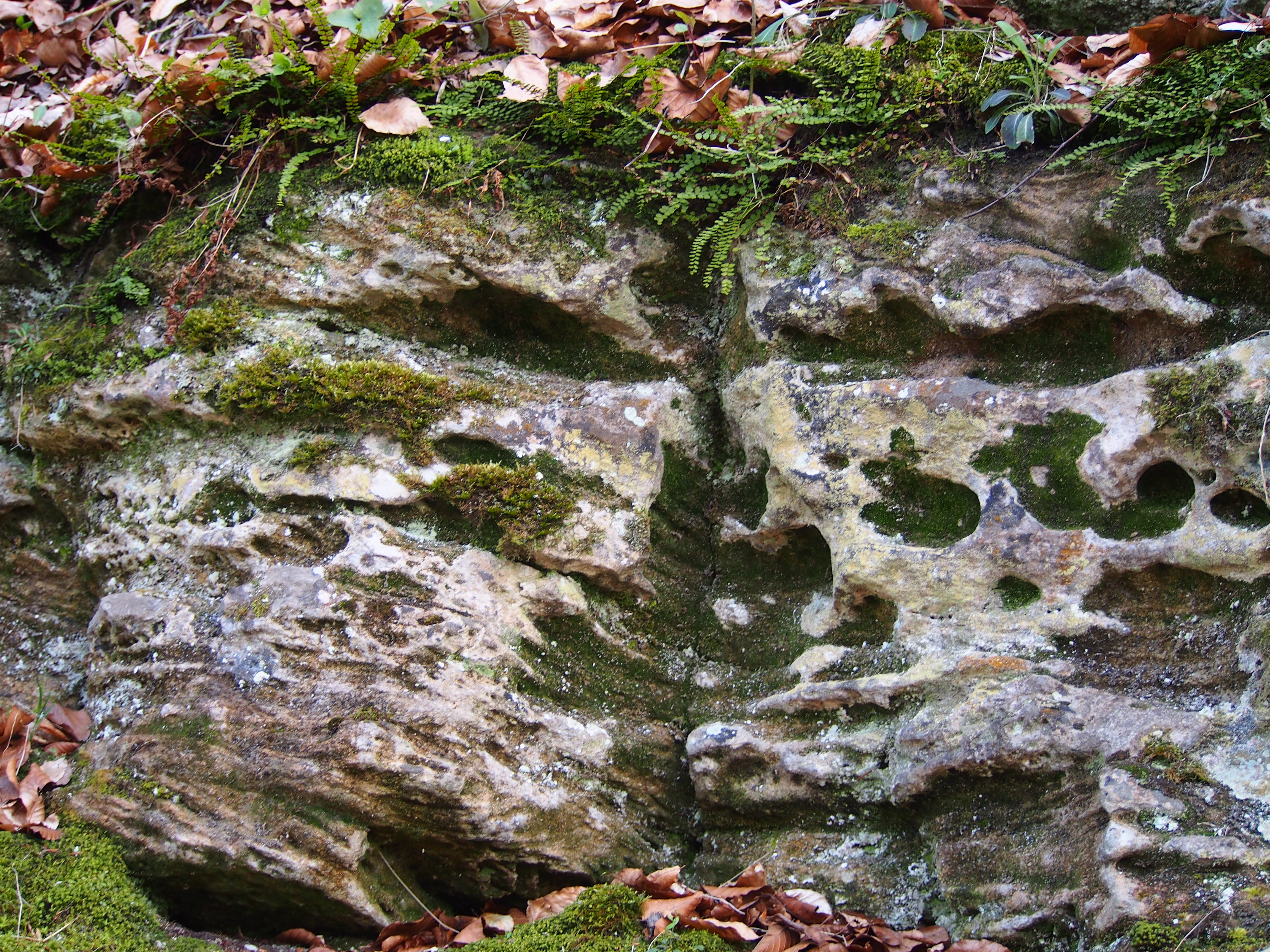
Roślinność skałek

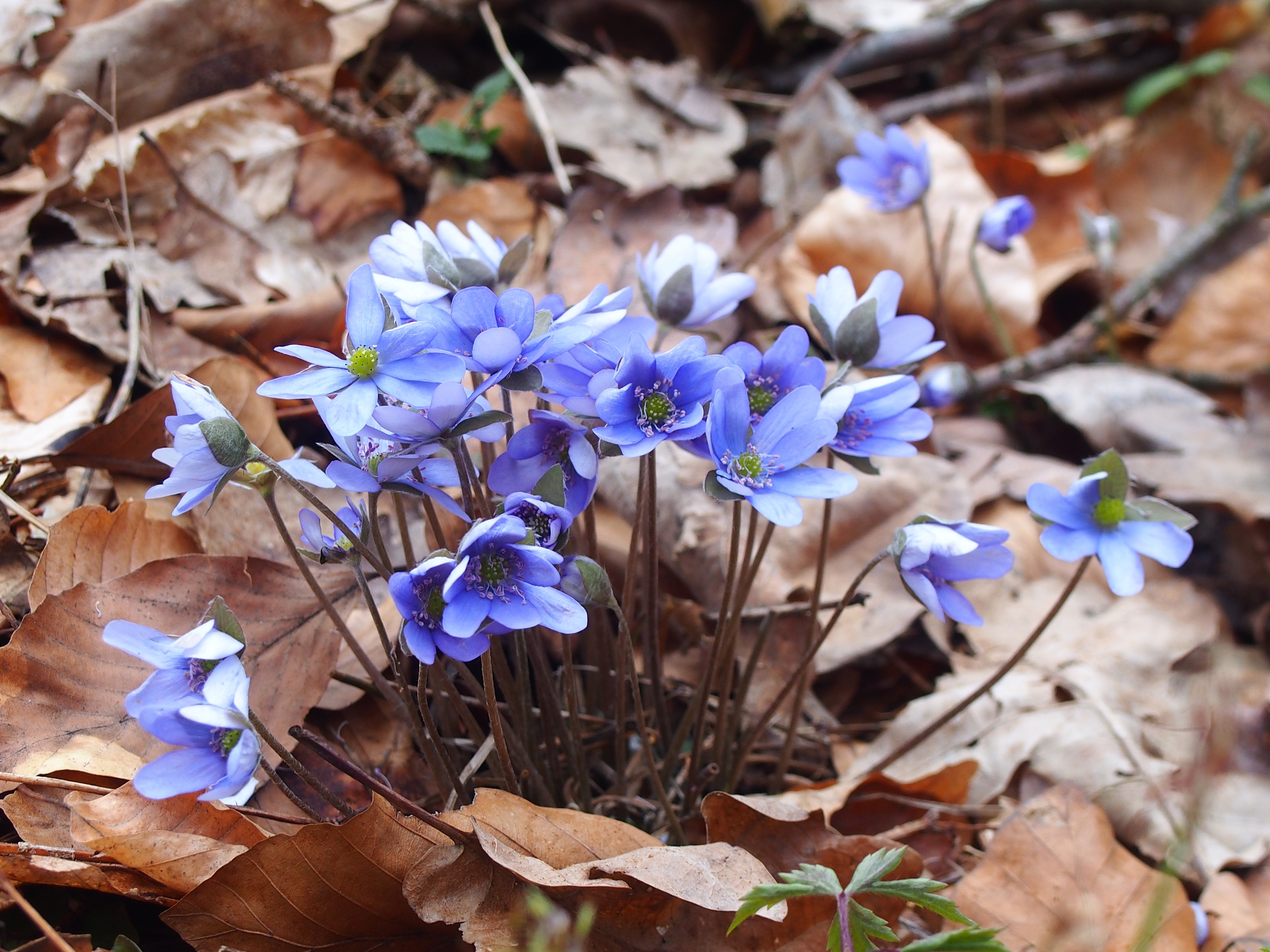
Przylaszczka pospolita

W rezerwacie występują biocenozy naturalne i półnaturalne. Rezerwat obejmuje kompleks leśny z wąwozem, na którego południowych zboczach znajdują się wychodnie skalne o różnej wysokości. W wyniku krasowienia skał osadowych wytworzyły się w nich zagłębienia i jaskinie krasowe. W niektórych skałkach jaskinie są pochodzenia krasowo-zoogenicznego. 
W grądzie porastającym teren rezerwatu występują rzadkie i chronione gatunki roślin, np. lilia złotogłów (Lilium martagon), podkolan biały (Platanthera bifolia), wawrzynek wilczełyko (Daphne mezereum), gnieźnik leśny (Neottia nidus-avis) i paprotka zwyczajna (Polypodium vulgare).